# Hauban
Hauban – miejscowość i gmina we Francji, w regionie Oksytania, w departamencie Pireneje Wysokie.
Według danych na rok 1990 gminę zamieszkiwało 106 osób, a gęstość zaludnienia wynosiła 50 osób/km² (wśród 3020 gmin regionu Midi-Pyrénées Hauban plasuje się na 957. miejscu pod względem liczby ludności, natomiast pod względem powierzchni na miejscu 1710.).